# 1096

## Събития
- Германски кръстоносен поход

## Родени
- Стивън, крал на Англия

## Починали
- Михаил Псел, византийски философ, държавник и духовник